# Champy Cup 2017
Der Champy Cup 2017 ist ein Unihockeyturnier und wurde zwischen dem 25. und 27. August im in der Mehrzweckhalle Lust in Maienfeld ausgetragen.

## Modus
Die sechs Mannschaften werden in zwei Gruppen mit jeweils drei Mannschaften eingeteilt. Gespielt wird nach den internationalen Regeln. Die Mannschaften auf dem gleichen Rang in den beiden Gruppen spielen anschliessend um den Schlussrang.

## Hauptrunde

### Gruppe A
| Rg. | Team                     | Sp | S | SnV | NnV | N | T    | TD | Pkt |
| --- | ------------------------ | -- | - | --- | --- | - | ---- | -- | --- |
| 1.  | FC Helsingborg           | 2  | 2 | 0   | 0   | 0 | 11:5 | 6  | 6   |
| 2.  | Chur Unihockey           | 2  | 1 | 0   | 0   | 1 | 3:4  | −1 | 3   |
| 3.  | HC Rychenberg Winterthur | 2  | 0 | 0   | 0   | 2 | 6:11 | −5 | 0   |

| 25. August 2017 21:30 Uhr |  | Chur Unihockey | 0:3 (0:0, 0:0, 0:3) Spielbericht | FC Helsingborg | Mehrzweckhalle Lust, Maienfeld |

| 26. August 2017 15:30 Uhr |  | FC Helsingborg | 8:5 (1:3, 4:1, 3:1) Spielbericht | HC Rychenberg Winterthur | Mehrzweckhalle Lust, Maienfeld |

| 26. August 2017 20:30 Uhr |  | HC Rychenberg Winterthur | 1:3 (1:0, 0:1, 0:2) Spielbericht | Chur Unihockey | Mehrzweckhalle Lust, Maienfeld |

### Gruppe B
| Rg. | Team                    | Sp | S | SnV | NnV | N | T     | TD | Pkt |
| --- | ----------------------- | -- | - | --- | --- | - | ----- | -- | --- |
| 1.  | UHC Alligator Malans    | 2  | 1 | 1   | 0   | 0 | 11:9  | 2  | 5   |
| 2.  | Grasshopper Club Zürich | 2  | 1 | 0   | 1   | 0 | 12:10 | 2  | 4   |
| 3.  | Tatran Omlux Střešovice | 2  | 0 | 0   | 0   | 2 | 10:14 | −4 | 0   |

| 25. August 2017 19:00 Uhr |  | UHC Alligator Malans | 6:5 (2:2, 0:2, 4:1) Spielbericht | Tatran Omlux Střešovice | Mehrzweckhalle Lust, Maienfeld |

| 26. August 2017 13:00 Uhr |  | Tatran Omlux Střešovice | 5:8 (1:2, 2:4, 2:2) Spielbericht | Grasshopper Club Zürich | Mehrzweckhalle Lust, Maienfeld |

| 26. August 2017 18:00 Uhr |  | Grasshopper Club Zürich | 4:5 n. V. (3:2, 1:2, 0:0, 0:1) Spielbericht | UHC Alligator Malans | Mehrzweckhalle Lust, Maienfeld |

## Platzierungsspiele

### Spiel um Platz 5
| 27. August 2017 12:30 Uhr |  | HC Rychenberg Winterthur | 5:11 (2:3, 1:6, 2:2) Spielbericht | Tatran Omlux Střešovice | Mehrzweckhalle Lust, Maienfeld |

### Spiel um Platz 3
| 27. August 2017 15:00 Uhr |  | Chur Unihockey | 4:5 n. V. (2:1, 1:1, 1:2, 0:1) Spielbericht | Grasshopper Club Zürich | Mehrzweckhalle Lust, Maienfeld |

### Finalspiel
| 27. August 2017 17:30 Uhr |  | FC Helsingborg | 4:2 (2:1, 1:1, 1:0) Spielbericht | UHC Alligator Malans | Mehrzweckhalle Lust, Maienfeld |